# ジャフナ諸島
ジャフナ諸島（タミル語: யாழ் தீவுகள்）は、スリランカ北部のジャフナ半島西岸に連なる島々の総称である。北部州のジャフナ県に属し、インドとの国境をなすポーク海峡に位置している。7つの主要な島々は、サンスクリットの「7」に由来するサプタ諸島（タミル語: சப்த தீவுகள்）の名でも呼ばれている。ジャフナや北部州の他の地域と同じくスリランカ内戦の戦禍が深く残る地域であるが、近年は復興が進みつつある。人口は2012年現在、約4万人。

## 概要
大小合わせて約20の島々から形成される。このうち8島が有人島である。主要な島々には17世紀にオランダ東インド会社総督のライクロフ・フォン・フーンスがそれぞれオランダの都市名にちなんだ名称をつけ、一部は今日まで使われている。
| タミル語島名 ラテン翻字 | カナ翻字例         | 別名                            | 座標                                                            | 面積 （km2） | 人口   |
| ----------------------- | ------------------ | ------------------------------- | --------------------------------------------------------------- | ------------ | ------ |
| காரைதீவு Kāraitīvu          | カーライティヴ島   | カライナガル島 アムステルダム島 | 北緯9度44分03秒 東経79度52分33秒 / 北緯9.73417度 東経79.87583度 | 22.95        | 9,576  |
| வேலணைத்தீவு Velanaitīvu      | ヴェラナイティヴ島 | カイツ島 ライデン島             | 北緯9度39分09秒 東経79度54分11秒 / 北緯9.65250度 東経79.90306度 | 64.01        | 15,950 |
| அனலைதீவு Aṉalaitīvu        | アナライティヴ島   | ロッテルダム島                  | 北緯9度40分01秒 東経79度46分32秒 / 北緯9.66694度 東経79.77556度 | 4.82         | 1,781  |
| மண்டைதீவு Maṇṭaitīvu        | マンダイティヴ島   |                                 | 北緯9度36分48秒 東経79度59分44秒 / 北緯9.61333度 東経79.99556度 | 7.56         | 1,524  |
| புங்குடுதீவு Pungudutīvu      | プンクドゥティヴ島 | ミドルバーグ島                  | 北緯9度35分08秒 東経79度50分05秒 / 北緯9.58556度 東経79.83472度 | 22.56        | 4,147  |
| எழுவைதீவு Eḻuvaitīvu        | エルヴァイティヴ島 |                                 | 北緯9度42分03秒 東経79度48分38秒 / 北緯9.70083度 東経79.81056度 | 1.40         | 555    |
| நயினாதீவு Nainatīvu         | ナイナティヴ島     | ハールレム島                    | 北緯9度36分15秒 東経79度46分04秒 / 北緯9.60417度 東経79.76778度 | 4.22         | 2,661  |
| நெடுந்தீவு Neṭuntīvu         | ネドゥンティヴ島   | デルフト島                      | 北緯9度30分48秒 東経79度41分22秒 / 北緯9.51333度 東経79.68944度 | 47.17        | 3,824  |

ジャフナ諸島の地図

地表は非常に平坦で、最も高い島でも海抜は20mに満たない。これらの島々は、後氷期地殻変動によって形成された隆起サンゴ礁からなる低島である。低地乾燥地帯で、雨季は10月から2月であるが降水量は多くなく、ネドゥンティヴ島の年間降水量はわずか750mlである。

## 歴史
5世紀ごろの最古のタミル叙事詩の一つである『シラパディハーラム』には、ネドゥンティヴ島のヴェディヤラサン王の名前が見えており、真珠産業で栄えたマンナール湾の島々を統治していたとの伝承が残っている。遡ること紀元前3世紀ごろにインドのマウリヤ朝を訪れたセレウコス朝の使者メガステネスの『インド誌』には、南インドとスリランカ北岸における真珠採取について記している。ヴェラナイティヴ島にあるポロンナルワ王パラークラマバーフ1世の治世の碑文からは、海上交易の要衝として繁栄した様子がうかがわれるほか、南インドへ出征するための造船や軍備が行われていたことが記されている。13世紀初頭から1620年まではジャフナ王国の統治下にあった。マルコ・ポーロが中国からの帰国の途中スリランカを通り、ポーク海峡の島に上陸した記録が残っている。
その後、16世紀前半にはポルトガルが実質的に支配したが、40年ほどでオランダの手に渡った。この間、島々では要塞が建設されるとともに、キリスト教への改宗が進んだ。インドにおける騎兵隊の重要性からアラビアの馬が多く持ち込まれたが、ネドゥンティヴ島は軍馬の集散地に位置づけられていた。
18世紀にはオランダに代わってイギリスの統治下におかれた。地勢上の重要性から、カイツの港は長らくスリランカにおける海上交通の要衝であり、英国統治時代にはコロンボに次ぐ税関収入を誇っていたほどであった。1940年代までカイツの港は繁栄を誇っていたが、日本軍のベンガル湾作戦により商船が失われ、島民は島外への雇用を求めるようになった。
その後も海上交易は継続されたが、1990年代以降、スリランカ内戦により多くの島民が海外へ逃れ、島の人口は減少した。これらの移民はスリランカの他地域のほか、ヨーロッパ、オーストラリア、カナダなどにディアスポラを形成している。1983年から2009年までのスリランカ内戦の数十年の間、島々は中央政府の管理下に置かれ、ネドゥンティヴ島はテロ組織タミル・イーラム解放の虎（LTTE）の根拠地に近い海軍基地となっていた。

## 各島の概要

### カーライティヴ島
ジャフナの街の北西15kmの位置にある島。本土とは土手道でつながっているほか、ヴェラナイティヴ島のカイツからフェリーが運航している。オランダ統治時代の名はアムステルダム島、また島の中心地の名前からカライナガル島（Karainagar）とも呼ばれる。カーライティヴの島名は現地でカーライと呼ばれるアカネ科の低木に因んでいる。島の南西沖には17世紀にポルトガルが建てたハメンヒール・フォート要塞があり、20世紀までは交流施設として用いられていた。現在は海軍が経営するリゾートホテルとして活用されている。

### ヴェラナイティヴ島

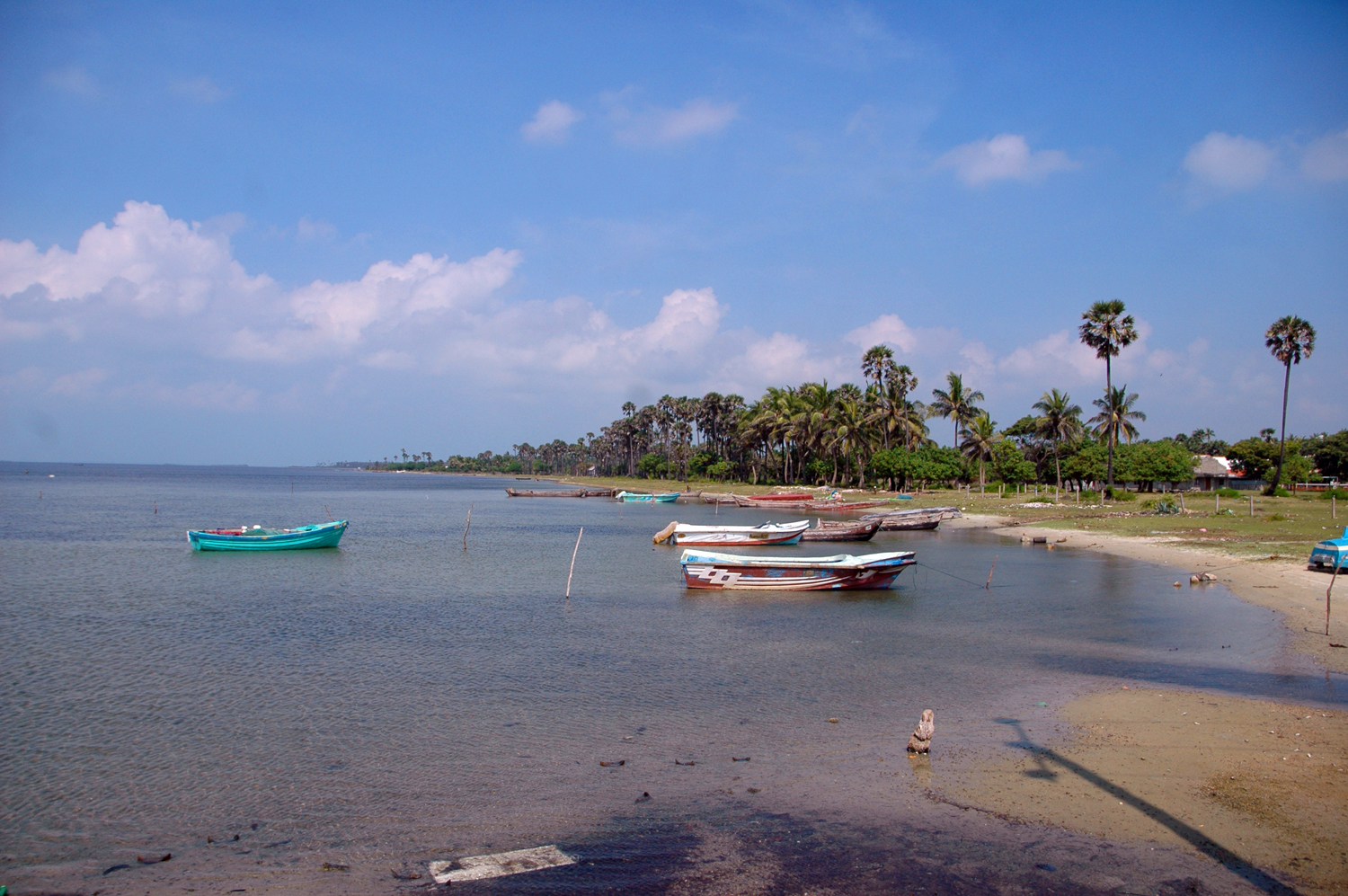
ヴェラナイティヴ島の海岸

諸島で最大の島で、島内に多くの集落や寺院・教会・モスクが所在する。島の中心となる町の名前に因んでカイツ島（Kayts）とも呼ばれている。島名はパーリ語で「豚の港」を意味するŪrātotaから派生したと考えられ、これはシャクラ（帝釈天）が豚の姿をとってインドからこの地に渡ったとする伝説に因んでいる。1988年以降、島は内戦の戦地となり、2006年にはアライピディなどの集落でスリランカ海軍による島民への発砲事件が起こった。

### アナライティヴ島
ジャフナの街から西25kmほどに位置する島。オランダ統治時代の名前はロッテルダム島であった。島には多くのヒンドゥー教寺院といくつかの教会がある。北部と南部の2つの地区に分かれている。本土へ通じる道はなく、ヴェラナイティヴ島のカイツからフェリーが連絡している。

### マンダイティヴ島
ジャフナの南3kmに位置する島。3つの地区からなっている。ヴェラナイティヴ島とジャフナ半島を結ぶ土手道の中間地点に所在する。

### プンクドゥティヴ島
12の集落からなっている。オランダ語名はミドルバーグ島。島民の大部分はタミル人のヒンドゥー教徒で、若干がキリスト教徒である。ジャフナ半島とは土手道を通じてつながっており、官営・民営のバスが島まで往復している。終点のクリカットゥヴァンからは、観光地であるナイナティヴ島へ向かう船が出航する。

### エルヴァイティヴ島
ジャフナの街から西に22kmの位置にある島。タミル語で「目印となる島」の意味である。本土や他の島々とは陸路でつながっておらず、ヴェラナイティヴ島のカイツからフェリーが出航する。渡り鳥などで有名な島である。

### ナイナティヴ島

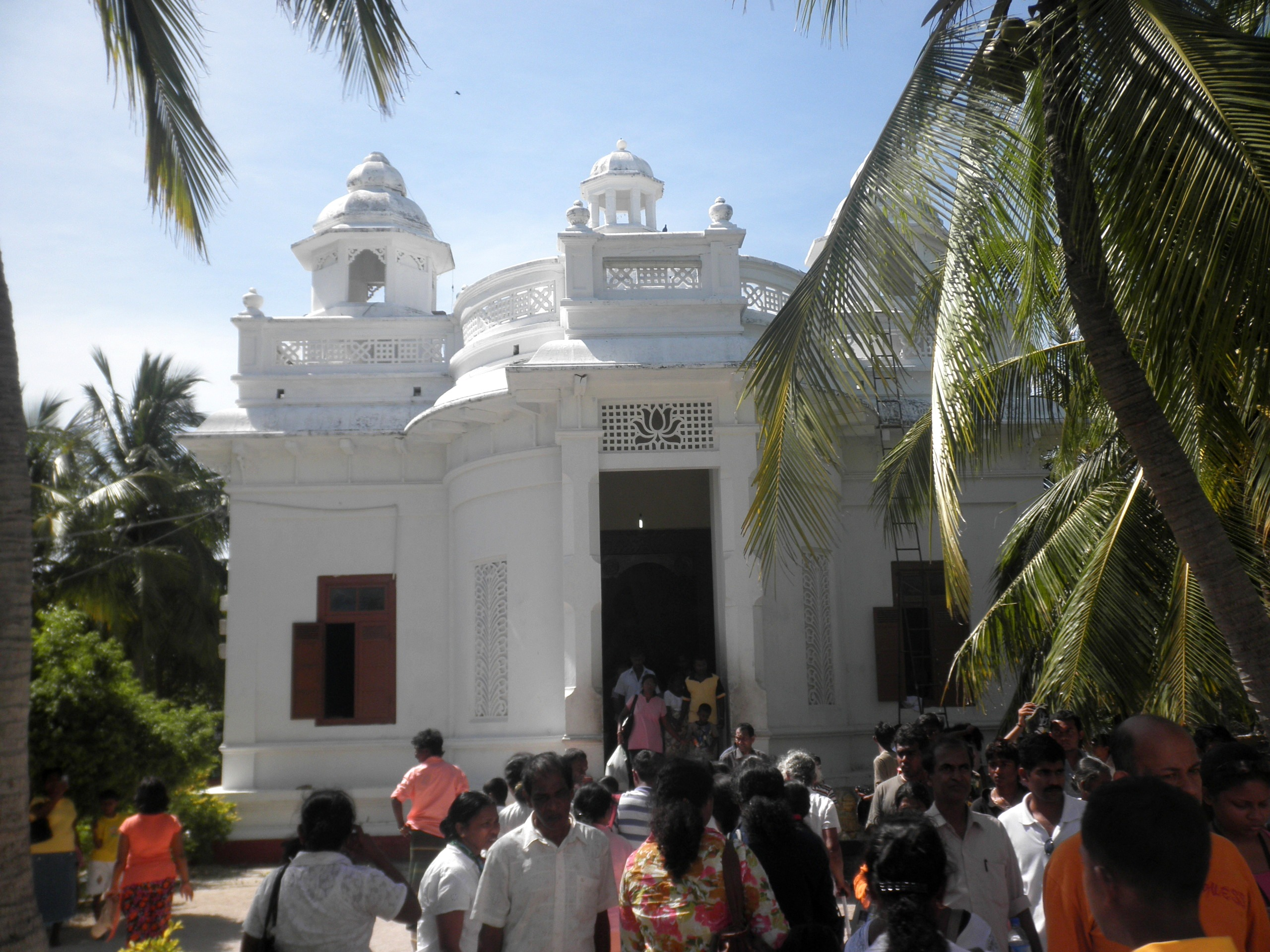
ナーガディーパ寺院

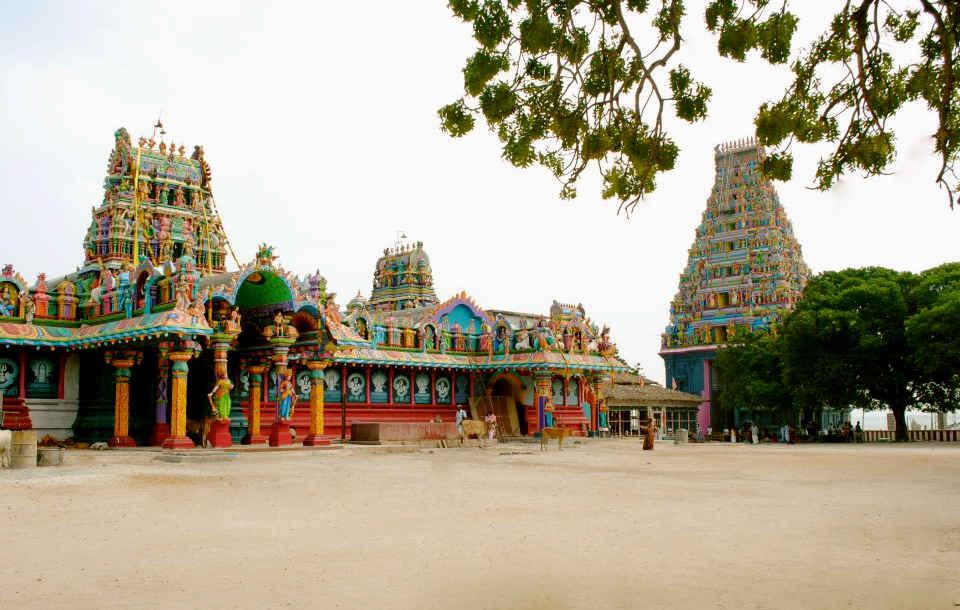
ナーガ・プーシャニ・アンマン寺院

プンクドゥティヴ島の西にある島。仏陀来訪の聖地として有名で、シンハラ仏教徒の間ではナーガディーパ島の名で知られている。スリランカ最古の歴史書『ディーパワンサ』によれば、海のナーガであるマホーダラと陸のナーガであるチューローダラの玉座争いに際し、仏陀が祇園精舎からこのナーガディーパに向かい、神通力を用いて諍いを治めたという。島の寺院は1958年にタミル人の暴徒により破壊されたが、終結後は寄進によって復興が進み、観光客でにぎわっている。仏教寺院だけでなく、島の北部にはヒンドゥー教の女神を祀るナーガ・プーシャニ・アンマン寺院もあり、伝承では12世紀、ポロンナルワ王パラークラマバーフ1世の治世の建立とされる。

### ネドゥンティヴ島

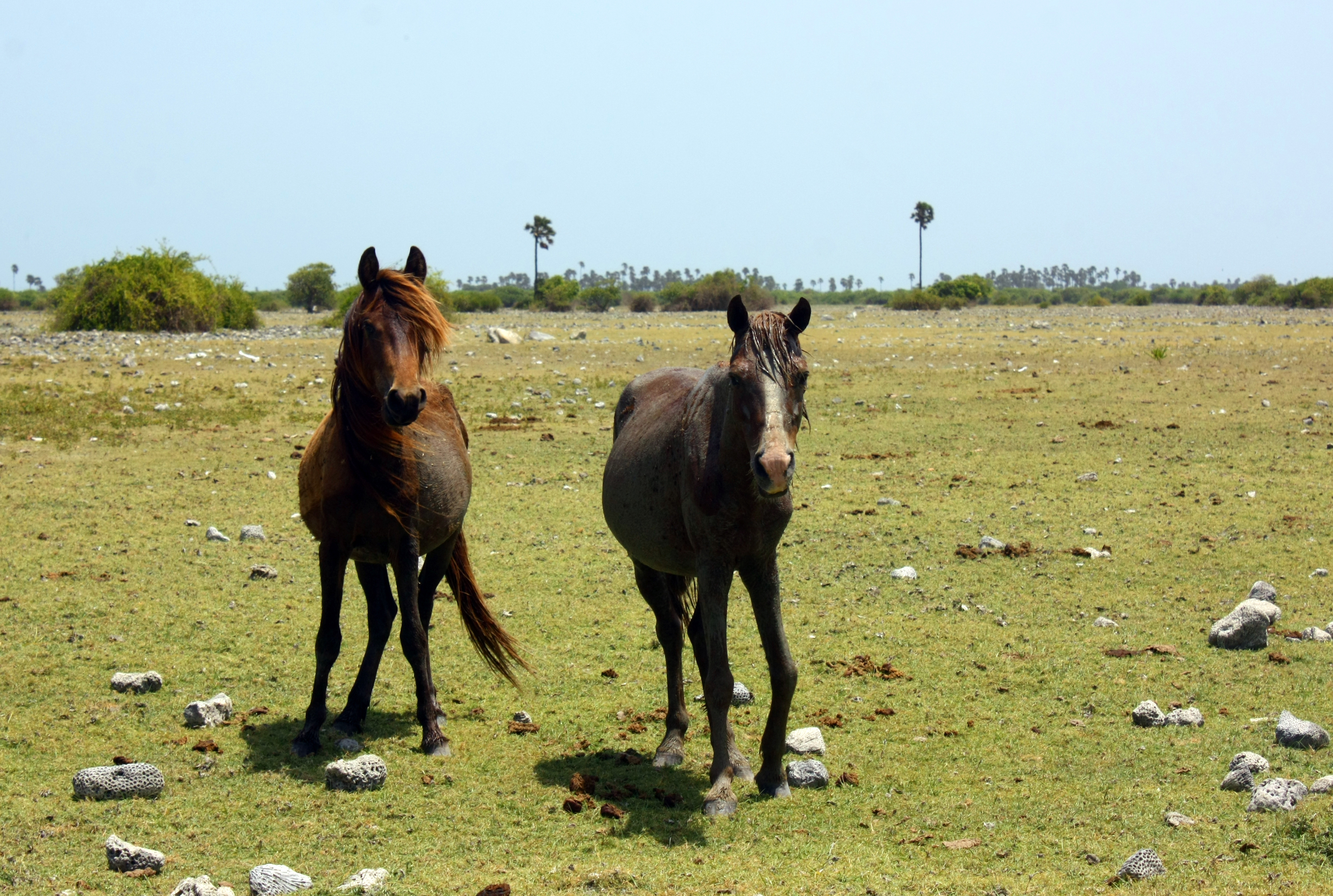
ネドゥンティヴ島の野生馬

諸島の南西に位置する、本土から最も遠い有人島。オランダ語名デルフト島（Delft）の名も今日まで通用しており、行政区の名前ともなっている。漁業、畜産、干物生産、パルミラヤシ製品を中心とした家内工業が行われている。16世紀にポルトガル人が牛馬を持ち込んで島を飼育場とし、現在でも約500頭の野生馬が生息している。国内では唯一の野生馬の生息地である。
島には10のキリスト教会と8つのヒンドゥー教寺院があり、人口の大半がカトリックである。チョーラ朝時代の寺院跡にポルトガルの城塞として建造されたとされるダッチ・フォート要塞跡や、英国統治時代の裁判所跡などの遺構が残されている。2008年には島の沖合でスリランカ軍とLTTEとの海戦が行われた。

### その他の島
ネドゥンティヴ島の南西に位置する無人島、カッチャティヴ島は、英国統治時代にはインド・スリランカ両国の共同所有下に置かれ、1921年から1976年までインドとの間で領有権が争われていた。スリランカのシリマヴォ・バンダラナイケ首相とインドのインディラ・ガンジー首相の政権下で両国間の海事協定が結ばれ、スリランカに譲渡されることとなったが、近年インドでは返還を求める動きも高まっている。島には船乗りの守護聖人、聖アントニオ（パドヴァのアントニオ）を祀る教会があり、年に1度の祭りではインド国民もパスポートやビザなしで来島することができる。